# Иван Кротев
Иван Андонов Кротев е български юрист, публицист, революционер, общественик и писател от Македония.

## Биография
Роден е на 23 декември 1892 година в кукушкото село Междурек, тогава в Османската империя, в семейството на родолюбиви българи. Баща му Андон Кротев е участник в Илинденско-Преображенското въстание в 1903 година, за което е осъден на 101 години затвор и заточение, но е освободен след амнистия. Иван Кротев също участва във въстанието. Учи в Кукуш, а в 1913 година завършва с последния двадесет и седми випуск Солунската българска мъжка гимназия. След като родният му край попада в Гърция след Балканските войни, се преселва със семейството си в Пловдив. Към 1913 година следва право, като сътрудничи на пловдивските вестници, за да се издържа. Превежда пиесата „Синята птица“ на Морис Метерлинк, издадена в Пловдив, а след това и в София.
След Учредителния събор на македонските бежански братства, провел се от 22 до 25 ноември 1918 година в София, и основаването на Съюза на македонските емигрантски организации, Иван Кротев взема дейно участие в обществения живот на организациите и в 1919 година е основател и пръв секретар на Македонското емигрантско дружество - Пловдив. Съратник е на Петър Ацев, Михаил Герджиков и други дейци на бившата Вътрешна македоно-одринска революционна организация. Пловдивското дружество издава седмичен вестник, редактиран от Герджиков и Кротев. В 1920 година Иван Kротев работи като адвокат. Три години по-късно заминава за Франция и Швейцария, като учи федерално право в Женева.
Завърща се в България и е арестуван след атентата в църквата „Света Неделя“ в 1925 година, но е освободен веднага. Отдава се на обществена и публицистична дейност в следващите години и пише статии върху Македонския въпрос, аптеченото дело и други. Участва и в кооперативното движение и пише статии и изследвания. В 1941 година е общински съветник в Пловдивската община, като отговаря за 36-те кооперативни сдружения в града. В ролята си на общински съветник прокарва идеята за строеж на тунели под тепетата в Пловдив, които да служат са прикрития в случай на бомбардировки, както и за по-добро укрепване на бреговете на река Марица. Продължава обществената си дейност след Деветосептемврийския преврат. Пише изследвания върху историческото минало на македонските българи, върху живота и делото на Гоце Делчев и други.
В 1924 година на публично четене Кротев представя реферата си и мисли върху Македонския въпрос:
| „ | Макед. народ брои около 2,000,000 жители разпределени по хронологичен ред и по численост на българи, турци, евреи, гърци, арменци, цигани, власи, сърбомани и др. Като употребяваме думите македонски народ, ние не разбираме едно племе от еднакъв произход, с еднакъв език, народност и вера. Може да се говори за македонски българи, турци, албанци, власи, гърци и др., но като частици от македонския народ, в смисъл населяващото я разнородно македонско население. От гледище на етнографа, нема в Македония еднородна синя или слабопрошарена маса, макар българския елемент да доминира. | “ |

Умира в 1981 година в Пловдив.